# سیارک ۱۱۸۹۹
سیارک ۱۱۸۹۹ (به انگلیسی: 11899 Weill، نامگذاری:1991GJ10) یازده هزار و هشتصد و نود و نهمین سیارک کشف شده‌است که در ۹ آوریل ۱۹۹۱ کشف شد.
قدر مطلق سیارک برابر ۱۲٫۹۰ است.